# Timebelle
Timebelle — швейцарський гурт з міста Берн, складається з вокалістки Міруни Манеску, барабанщика Самуїла Форстера і мульти-інструменталіста Еммануеля Даніеля Андреску.
Гурт представляє Швейцарію на Євробаченні 2017 з піснею «Apollo». Виступив у другому півфіналі Євробачення, 11 травня, але до фіналу не пройшов. Раніше Timebelle намагалися представляти Швейцарію на Євробаченні 2015 з піснею «Singing About Love», але посіли друге місце у швейцарському національному фіналі.

## Дискографія

### Сингли
| «Singing About Love»                                            | 2015 | - | Non-album single |
| «Desperado»                                                     | 2015 | - | Non-album single |
| «Are You Ready?»                                                | 2015 | - | Non-album single |
| «Apollo»                                                        | 2017 | - | Non-album single |
| «—» означає, що пісня не потрапила в чарт або не була випущена. |      |   |                  |